# تابانا نتلنیانا
تابانا نتلنیانا که در زبان سه سوتو به معنای کوه زیبای کوچک ،که معمولا از سنگ های بازالتی تشکیل شده ،است. بلندترین نقطه در کشور آفریقایی لسوتو و همچنین بلندترین نقطه جنوب قاره آفریقا می‌باشد.